# بوريس مالينين

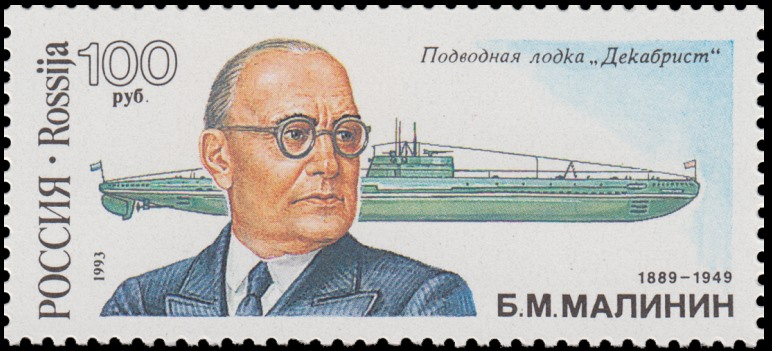
طابع بريدي لبوريس مالينين.

بوريس ميخائيلوفيتش مالينين ( الروسية: Борис Михайлович Малинин ؛ 13 فبراير 1889م - 27 سبتمبر 1949م) كان عالم بناء سفن سوفيتي وخريج معهد سانت بطرسبرچ للتكنولوجيا.
كان والده مغني الأوبرا ميخائيل مالينين، وكانت والدته مغنية الأوبرا فارفارا نيكولسكايا، وكانت أخته الملاح السوفيتي الشهير مارينا راسكوفا .
من عام 1926م إلى عام 1940م، كان المصمم الرئيسي لغالبية الغواصات السوفيتية، بما في ذلك فئة ديكابريست ، وفئة لينينيتس ، وفئة شوكا ، وفئة ماليوتكا.
في عام 1913م، وفي سن الرابعة والعشرين، صمم وبنى غواصة «ڤولك» من فئة بارس. وفي وقت لاحق، في مايو 1916م، وتحت قيادة الكابتن إيفان ميسر، دمرت الغواصة ڤولك ثلاث سفن نقل ألمانية.
ابتداءً من 4 نوفمبر 1926م، وتحت قيادة مالينين، أدار المكتب الفني رقم 4 بناء الغواصات في حوض بناء السفن في البلطيق. أُطلق اسم المكتب الفني رقم 4 على قسم الغواصات السابق في البحرية، ولا يزال قسمًا سريًا. في السنوات اللاحقة، بُنيت 133 غواصة وفقًا للتصاميم التي طُوّرت تحت قيادة مالينين.
في الخمسينيات من القرن العشرين، استمر هذا التقليد عندما قدم ابنه ك. ب. مالينين، أثناء خدمته كضابط بحري، رسومات لما سيصبح لاحقًا أول غواصات صواريخ باليستية في العالم. إلى جانب زملائه الضباط ب. ف. فاسيلييف، وف. ف. باشينكوف، ون. آي. بيتلين، كانت أفكارهم ورسوماتهم أساس المواصفات الأولية التي وضعها مكتب التصميم الفني (TsKB-16 (فولنا)). تضمنت تصميمات المكتب تحويل ست غواصات هجومية من فئة زولو لإطلاق صواريخ سكود ؛ أدى هذا العمل إلى تصميم الغواصة الباليستية من فئة جولف. 